# Кеби
Кеби је једна од држава Нигерије. Налази се на северозападу земље, а главни град државе је Бирнин Кеби. Држава Кеби је формирана 1991. године и има 3.630.931 становника (подаци из 2005). Најзначајније етничке групе у држави су Хауса, Бусава, Дукава, Камбари, Камуку и Нупе. Ово је једна од држава Нигерије у којима је уведен шеријатски закон. 